# ¡Venganza!
¡Venganza! è un album video dei My Chemical Romance pubblicato nel 2009. Si tratta della seconda parte del DVD The Black Parade Is Dead!. Il formato dell'album è una penna USB a forma di proiettile, e contiene oltre al video una galleria fotografica del concerto.

## Tracce
1. I'm Not Okay (I Promise)
2. Cemetery Drive
3. Thank You for the Venom
4. The Jetset Life Is Gonna Kill You
5. The Ghost of You
6. It's Not a Fashion Statement, It's a Deathwish
7. Give 'Em Hell, Kid
8. You Know What They Do to Guys Like Us in Prison
9. Helena

## Formazione
- Gerard Way – voce
- Bob Bryar – batteria
- James Dewees – tastiera, percussioni, cori
- Frank Iero – chitarra ritmica, cori
- Ray Toro – chitarra solista, cori
- Mikey Way – basso